# Социальный конструкт
Социа́льный констру́кт или социа́льный конце́пт — это порождение конкретной культуры или общества, существующее исключительно в силу того, что люди согласны действовать так, будто оно существует, или согласны следовать определённым условным правилам. К очевидным социальным конструктам относятся игра, религия, язык, титулы, образование, правительство, корпорация и другие социальные институты.
Социальный конструктивизм — это интеллектуальное направление в социологии и философии, объектом анализа которого являются такие естественные на первый взгляд феномены, как социальные конструкты.
Менее очевидно отнесение к числу социальных конструктов классов, сексуальности, морали и всей реальности вообще. Может показаться, что такой подход подразумевает надуманность, второстепенность, случайность и нереальность феномена, однако на самом деле социальные конструктивисты редко имеют ввиду это. По мнению большинства из них, социальные конструкты — это часть реальной жизни или вообще вся реальная жизнь. Социальные конструкты находятся в онтологическом равенстве с «реальной» реальностью.